# Jan (actor)
Gustavo Fuentes-Cárdenas De Ávila (Celaya, 30 de abril de 1974), conocido como Jan, es un cantante, actor, modelo, conductor de televisión y conferencista mexicano.
Se desempeña como conductor de eventos como Nuestra Belleza México y Liverpool Fashion Fest.

## Carrera profesional
Nacido en Celaya, Guanajuato un 30 de abril. Jan vivió en esta ciudad hasta que a los 18 años parte a Macon Missouri a terminar su ciclo en preparatoria en donde se involucra con la música en una banda de Jazz tocando Batería y percusiones. 
De regreso a México decide seguir involucrado en la música, y formar parte de un grupo de música pop llamado Sombras, iniciando la primera etapa como baterista y luego vocalista del grupo.
Después de varios años de tocar en diferentes ciudades de la República Mexicana, en diciembre de 1995 llega Siempre en Domingo a Celaya y buscando talento local para representar a la ciudad en el programa, Jan es invitado como parte de un grupo a cantar en el programa.
Esta gran oportunidad le cambia la vida, ya que esa noche a un productor musical le llama la atención la participación de Jan en el programa y días después lo mandan llamar a la Ciudad de México para hacerle su primera propuesta discográfica con Polygram Discos que en 1997 lanza su primer álbum llamado Jan.
Temas como 'Chiara', 'Movimiento de amor', 'Te amo', se colocan en listas de popularidad en diferentes países de centro y Sudamérica, así como en el interior de la República mexicana.
A media promoción de su disco homónimo, Jan es llamado por la producción de Emilio Larrosa para formar parte de su primera telenovela Soñadoras y por primera vez en 1998 Jan incursiona en las telenovelas.
Fue un gran acierto hacer esta telenovela que además de interpretar a 'Gerardo', era un personaje que se dedica a la música y cantaba las canciones del primer disco Jan.
Al día de hoy estas telenovelas siguen repitiéndose en diferentes países, ya que ha sido una de las novelas juveniles más exitosas de los últimos años.
Al terminar esta novela Jan inicia la grabación de su segundo disco en España bajo la producción de Alberto Estebanez y con Carlos Lara en Los Ángeles con el título de Acaríciame el alma.
Con este disco y con la primera novela, Jan tenía muchos más países para poder promocionar el disco ya que las novelas son vistas en más de 150 países.
Con temas como 'Sola tú, solo yo' y 'La última canción' aquel disco salió a la venta a finales de 1999, recorriendo varios países.
Nuevamente Jan es llamado para trabajar en la pantalla chica, ahora con la producción de Luis de Llano Macedo para protagonizar una telenovela sobre la historia de un grupo musical llamado DKDA: Sueños de juventud.
Con el papel de 'Rodrigo', Jan grabó esta telenovela durante casi un año, en donde también se formó el grupo que llevaba el nombre de la telenovela y con el cual se grabó un disco que por sus altas ventas obtuvo disco de platino, así como giras por la República Mexicana, Estados Unidos, Centro y Sudamérica.
Terminando DKDA, inició las grabaciones de la telenovela Mi destino eres tú bajo la producción de Carla Estrada, al lado de actores como Lucero, Jacqueline Andere y Julio Alemán.
Posteriormente Jan se integra a las grabaciones de la telenovela La Intrusa y empieza la planeación de su tercer disco, ahora con Fonovisa que tiempo después se convierte en Univision Music.
Jan graba su tercer material llamado Y Te Vas bajo la producción de Christian de Walden en Los Ángeles, California que saldría a la venta con temas como: 'Y te vas' y 'Pero nunca lo sabrás', esto a mediados del 2002.
Terminando la promoción del disco, Jan se dedicó a hacer telenovelas durante lo próximos 6 años como: Niña amada mía, Amarte es mi pecado, Apuesta por un amor, Rubí, Destilando Amor, entre otras.
Con una trayectoria también como conductor, Jan recibe el Emmy Latin Award como conductor del Desfile de las Rosas en Pasadena, California.
Su participación en la conducción destaca en eventos como: Latín Grammy, Premios Juventud, Premio lo nuestro, Premios eres, Premios TvyNovelas, Fiesta mexican (transmisión del grito de la independencia), Entre otros.
Después de una larga ausencia musical Jan retoma su carrera como cantante y a finales del 2007 terminando la telenovela Destilando amor, se incorpora a las filas de la disquera EMI Televisa Music para el lanzamiento de su disco Tierno que salió a la venta el 19 de agosto de 2008 y que ha vendido en Amazon cerca de 1.000,000 de copias con grandes temas de todos los tiempos como: 'Tierno', 'Te amo', 'Sueños compartidos', 'Fotografía'.
Posteriormente decide volver a grabar un tema de su primer disco con el cual mucha gente ubica a Jan en su carrera musical llamado 'Chiara'.
En cuestión de imagen Jan ha sido parte de diferentes e importantes campanas publicitarias. Relojes Rado (embajador de México), Campana para Maseca USA, Joyerías Bizzarro, y Telefonía Celular.
Hoy en día está a la venta su fragancia Jan, que acaba de lanzar también Jan Woman como parte de una campana para ayudar a mujeres embarazadas con VIH.
En el 2008 Jan estuvo dedicado al 100% a su carrera musical para así poder dedicarle tiempo a las giras y promoción del disco Tierno que ya se encuentra a la venta en todo el país, y en diferentes países.
Conductor de A Comer con Coca Cola que se transmitió todos los viernes a las 2 PM por el canal de las estrellas con dos temporadas al aire, desde febrero del 2009
En el año 2011 participó en la telenovela Rafaela y es actualmente es imagen de Coca Cola de México en su campaña "Experiencias cerca de ti".
Además se espera lanze su 5° Álbum de estudio con covers de canciones de la década 2000. 
El pasado 3 de marzo de 2012 Jan se estrenó como papá, su primogénito lleva por nombre Diego.

## Trayectoria

### Telenovelas
- Rafaela (2011).... René Echevarría
- Destilando amor (2007).... Patricio Iturbe
- Heridas de amor (2006).... Luciano Sartori
- Alborada (2005-2006).... Santiago de Corsa
- Peregrina (2005)....El mismo
- Apuesta por un amor (2004-2005).... Dr. Felipe Calzada
- Rubí (2004).... Marco
- Amarte es mi pecado (2004).... Roberto Peña
- Niña amada mía (2003).... Mauricio Barocio
- Navidad sin fin (2001-2002) (mini).... Rodito
- La intrusa (2001).... Johnny
- Amigas y rivales (2001).... Julio
- Mi destino eres tú (2000).... Fernando Rivadeniera del Encino
- DKDA (1999-2000).... Rodrigo Arias
- Soñadoras (1998-1999).... Gerardo Rinalde

### Series
- Gloria Trevi: ellas soy yo (2023) .... Fernando Galeana

### Conducción
- Hoy (2013)
- Lo que más quieres (2013)
- Liverpool Fashion Fest. (2012)
- A comer con Coca-Cola. (2009-2011)
- Me quiero enamorar. (2009)
- Nuestra Belleza México. (2007-presente)
- Premios Juventud (2007).
- Latin Grammy (2006).

### Programas
- Minuto para ganar VIP (2013)
- Estrella2 (2013-2014).... 2 episodios
- 100 mexicanos dijeron (2011)
- Al sabor del chef (2011)
- Hoy (2010)
- Los simuladores - Temporada II - (2009)... Jaime Capéls (episodio "La ajedrecista")
- Carmen Salinas: 50 Años (2008)
- Vecinos (2005).... Carlos

## Premios y nominaciones
- Jan recibe el Emmy Latin Award como conductor del Desfile de las Rosas en Pasadena, California.
- Ha recibido Disco De Platino por su disco junto al grupo DKDA.

### Premios TVyNovelas
| Año  | Categoría              | Telenovela          | Resultado |
| ---- | ---------------------- | ------------------- | --------- |
| 2004 | Mejor actor revelación | Amarte es mi pecado | Ganador   |

## Discografía
- Jan (1997) (Sony Music)
- Acaríciame el alma (1999) (Universal Music)
- Y Te Vas (2002)
- Tierno (2008) (EMI Televisa Music)
- Tierno: Para Siempre (2012) (EMI Televisa Music)